# Аспарухов мост
Аспаруховият мост е пътен мост във Варна, Североизточна България. Той е част от магистрала „Черно море“ и Европейски път E87.
Свързва кварталите Аспарухово и Галата с централната част на града. Представлява единствената сухопътна връзка през плавателния канал Варна – Девня, свързващ Белославското и Варненското езеро с Черно море.
Аспаруховият мост е вторият с най-голям отвор в България от 160 m след моста Нова Европа (Дунав мост 2) между Видин и Калафат, който има няколко отвора от 180 m.

## История
Преди Аспаруховият мост да бъде построен, транспортът между Варна и Бургас е по-затруднен. Каналът между езерото и морето е преодоляван посредством подвижен метален мост, вдигащ се при преминаване на кораби. Това изключително е забавяло стопанските и туристическите връзки между Северна и Южна България.
Пуснат е предсрочно в експлоатация на 8 септември 1976 година, като е открит от председателя на Държавния съвет Тодор Живков. Направено е освещаване от варненския митрополит Кирил на 7 април 2013 г.
Мостът има и печална слава, носеща се от множеството самоубийства извършвани там.
Очаква се в бъдеще построяване на втори мост, който да облекчи центъра на Варна от движението към и от близките курорти, като сред възможностите е да бъде включен в магистрала „Черно море“.

## Характеристики
Мостът е проектиран за стандартните натоварвания – Н-300 и НК-800, вятър и температурни разлики, при което провисването на средния отвор е около 0,3 m. Средната част е стоманена непрекъсната греда с 3 отвора (80 + 160 + 80 m), с максимална височина 52 m, проектирана от Димитър Димитров, а подходите към нея са от стоманобетонни прости греди. Под него минават кораби, за да достигнат пристанище Варна Запад.
Освен на земетресение от 7-а степен по скалата на Рихтер, Аспаруховият мост е проектиран да издържи на ураганен вятър със скорост 180 km/h и температурна разлика от -40° до +40°C.
От Аспаруховия мост може да се скача с бънджи. За целта е пригодена конзола в най-високата му част. Все повече хора се решават да опитат това екстремно изживяване.

## Опасност от срутване
През 2022 г. Добрин Денев предупреждава за опасност от срутване на моста. Опасността е следствие от проблеми по време на строежа и протичащата през 2022 г. реализация на проекта за удълбочаване на каналите на Варненското езеро.